# Андреевые
Андре́евые, или Андреэ́евые (лат. Andreaeaceae) — семейство мхов, единственное семейство порядка Андреевые (Andreaeales) и класса Андреевые мхи (Andreaeopsida). Содержит один или два рода и от 100 до 120 видов, распространённых в холодном климате и обитающих на камнях и скалах.

## Ботаническое описание
Довольно мелкие листостебельные мхи, хрупкие и жёсткие, образуют подушечки на скалах и камнях. Стебли многолетние, прямостоячие, с симподиальным ветвлением, лишены проводящих пучков и несут несколько параллельных рядов листьев разнообразной формы. Стебли и листья сложены однородными клетками с толстыми стенками, которые способны к длительному росту, так что на листьях образуются бесцветные гигроскопические волоски, которые способны поглощать влагу из атмосферы.
Ризоиды многоклеточные, двух типов: пластинчатые, стелющиеся по поверхности камней, и цилиндрические, внедряющиеся в субстрат.
Растения однодомные или двудомные. Спорогон одиночный, верхушечный, не имеет ножки и состоит только из коробочки и стопы. Перед созреванием спор развивается ложноножка, приподнимающая коробочку вверх. Коробочка без крышечки, не имеет устьиц и растрескивается 4—8 продольными щелями; при подсыхании её стенки дугобразно изгибаются, увеличивая просвет щелей, через которые высыпаются споры. Споры округло-тетраэдрические, в диаметре 15—40 мкм.
Андреевые мхи отличаются от других групп отдела уникальностью процесса прорастания спор и образования протонемы. Протопласт начинает делиться ещё внутри споры, образуя шаровидное или клубневидное многоклеточное тельце. Споры не прорастают, пока не выпадут из коробочки; только после этого экзина прорывается, и наружу выходит лентовидная зелёная протонема. Её поверхностные клетки могут образовывать свободно ветвящиеся тонкие нити, образующие пластинки на поверхности камня, а часть клеток дают нити другого типа (бесцветные, с косыми стенками), которые проникают в щели камней и действуют как ризоиды, прикрепляясь к субстрату. При наступлении неблагоприятных условий протонема способна быстро переходить в состояние покоя, образуя разветвлённые прямостоячие «деревца», поверхностные клетки которых имеют толстую кутикулу.

## Распространение и экология
Андреевые мхи распространены в умеренных и холодных областях земного шара, обитая на открытых каменистых субстратах. Предпочитают сухие кислые породы (в основном, граниты). В тропиках встречаются только по высокогорьям.
Являются пионерами зарастания камней и скал, поэтому чаще всего подушечки содержат только один вид.

## Классификация
Состав семейства изучен недостаточно. Разные исследователи выделяют один или два рода, среди которых всегда присутствует Андрея (Andreaea) (типовой род семейства), а названия второго рода в разных работах отличаются.
У. Бак и Б. Гоффине выделяют следующие два рода:
- Acroschisma, монотипный род.
- Andreaea — Андрея, включает около ста видов. Род, от названия которого образованы соответствующие названия семейства, порядка и класса, был назван в честь немецкого фармацевта, химика и натуралиста Иоганна Герхарда Рейнхарда Андреэ (1724—1793)[3].

«Жизнь растений» приводит, наряду с Андреей (в которой упоминается около 120 видов), монотипный род Неуролома (Neuroloma), обитающий только на Огненной Земле.
М. П. Соловьёва выделяет в подклассе одно семейство с единственным родом Andreaea (120 видов).
В. Р. Филин указывает для класса Андреевые мхи два рода — Andreaea с 70 видами и монотипный род Andreaeobryum с Аляски, возводя его в самостоятельный подкласс.